# Wahei Tatematsu
Wahei Tatematsu (japanisch 立松 和平, Tatematsu Wahei; * 15. Dezember 1947 in Utsunomiya; † 8. Februar 2010 in Tokio) war ein japanischer Schriftsteller und Essayist.
Tatematsu studierte Politik und Ökonomie an der Waseda-Universität. Er arbeitete nach dem Studium u. a. als Hilfspfleger, Bauarbeiter, Lastwagenfahrer auf einem Fischmarkt und als Barkeeper. 1980 gelang ihm der Durchbruch als Schriftsteller mit dem Roman Enrai (遠雷, „Fernes Donnergrollen“), für den er den Noma-Literaturpreis erhielt. 1997 wurde er für Doku fubun Tanaka Shōzō (毒 - 風聞・田中正造) mit dem Mainichi-Kulturpreis ausgezeichnet. Später wandte er sich zunehmend buddhistischen Themen zu. Sein zweibändiger Roman Dōgen Zenji (道元禅師) über den Zenmeister Dōgen erhielt mehrere Preise, darunter einen Sonderpreis des Izumi-Kyōka-Literaturpreises 2007.

## Werke (Auswahl)
- Enrai (遠雷). 1980.
  - deutsch: Donnergrollen in der Ferne. In: Jürgen Berndt (Hrsg.): Momentaufnahmen moderner japanischer Literatur. Silver & Goldstein Buchverlag, Berlin 1990, ISBN 3-927463-10-8, S. 136–37 (übersetzt von Heike Schöche).
- Temoto no niji (手もとの虹). 1986.
  - deutsch: Ein Regenbogen in der Hand. In: Eduard Klopfenstein (Hrsg.): Mondscheintropfen. Japanische Erzählungen 1940–1990 (Zürcher Reihe japanischer Literatur). Theseus-Verlag, Zürich 1993, ISBN 3-85936-061-2, S. 128–141 (übersetzt von Urs Loosli).
- Hidaka (日高). 2012.
  - deutsch: Erfrorene Träume. Angkor-Verlag, Frankfurt/M. 2012, ISBN 978-3-936018-85-1 (übersetzt von Bruno Rhymer).
- Zombie - Tränen (Erzählung), in: Wohlgehütete Pfirsiche oder Über die Traurigkeit, hg. v. Noboru Miyazaki. konkursbuch 1992, ISBN 3-88769-057-5.